# NGC 1672
NGC 1672 é uma galáxia espiral barrada (SBb) localizada na direcção da constelação de Dorado. Possui uma declinação de -59° 14' 52" e uma ascensão recta de 4 horas, 45 minutos e 42,8 segundos.
A galáxia NGC 1672 foi descoberta em 5 de Novembro de 1826 por James Dunlop.